# Захумье
Эта статья о раннефеодальном княжестве, об исторической области см.: Хум (область).
Захумье (серб. Захумље, цся. Захолмие, хорв. Zahumlje) — средневековое сербское княжество, находившееся на территории современных Герцеговины и Далмации. Основное население — захумляне. Впервые упоминается в X веке как область, находившаяся под властью сербского князя Михаила Вишевича.

## Название и источники

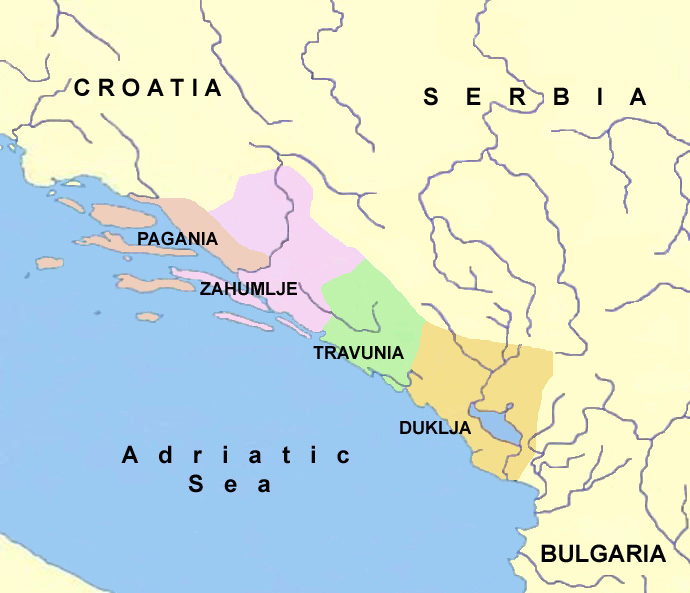
Расположение Захумья согласно Константину Багрянородному, ок. 950 года

Название области большинство историков относят к горе Хум, располагавшейся в районе современного Благая. Область под названием Захумье впервые упоминается в сочинении «Об управлении империей», написанном Константином Багрянородным около 950 года. В нём область расположена на Адриатическом побережье между рекой Неретвой на севере и современным Дубровником на юге, и включает такие города, как Стагнон, Буну (располагалась в районе города Благая — центра области), Хлоум и другие. В то время область была ограничена бассейном реки Неретвы. После завоевания Боснии турками старое название вышло из употребления. В XII веке область Захумье получает название Хум или Хумская земля.
Сведения о первых веках существования славянских племён в этих землях чрезвычайно скудны. Археологические материалы немногочисленны и трудно поддаются датировке. Письменные источники практически полностью отсутствуют. Впервые имя сербов упоминается в источниках, связанных с восстанием Людевита Посавского (IX век), а более подробно о них рассказывает в середине X века византийский император Константин Багрянородный, который сообщает некоторые сведения по истории славянских племен Рашки, Дукли, Травунии, Захумья, Пагании и Боснии со времени их появления в византийских владениях. Но его данные отрывочны, а иногда и противоречивы.

## Предыстория

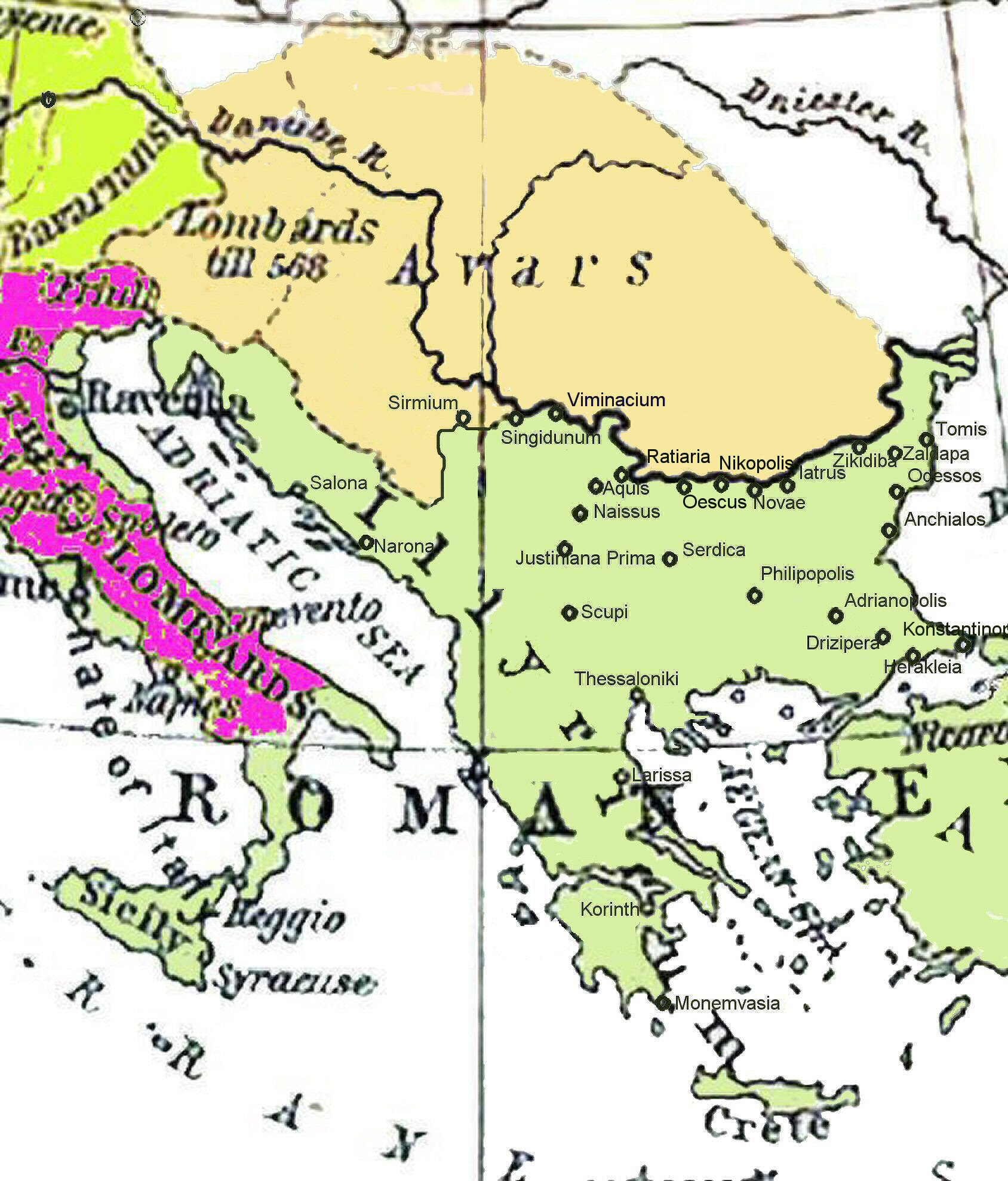
Балканы в начале VII века

По данным византийского императора Константина Багрянородного, сербы появились на Балканах в 1-й половине VII века. Они заняли территории современных Сербии, Черногории, Боснии и Хорватии. После переселения на Балканский полуостров первыми территориальными объединениями у сербов, как и у большинства южных славян, были жупы. Жупы обычно занимали районы, ограниченные течением рек или горами. Их центрами являлись укреплённые поселения или города. Как административные территориальные единицы жупы в дальнейшем
стали прочной основой Сербского государства. Однако византийцы все эти земли назвали «склавинии». После расселения славян на Балканах в византийских источниках появляются сведения о множестве склавиний от Салоник до Константинополя, а позднее и о склавиниях, расположенных выше городов на далматинском побережье.

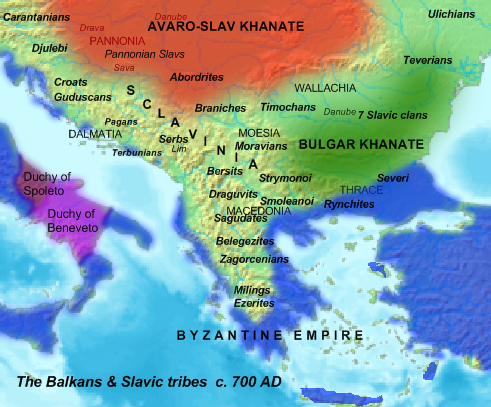
Расселение южнославянских племён в 700 году

Спустя некоторое время после переселения на Балканы сербы сформировали несколько крупных общин, которые затем стали государственными образованиями. Между реками Цетина и Неретва располагалось Неретвлянское княжество, которое византийцы именовали Пагания. Ей принадлежали и острова Брач, Хвар и Млет. Область между Неретвой и Дубровником называлась Захумле. Земли от Дубровника до Бока-Которского залива занимали Травуния и Конавле. Южнее, до реки Бояны, простиралась Дукля, которую позднее стали называть Зетой. Между реками Сава, Врбас и Ибар была Рашка, а между реками Дрина и Босна — Босния.

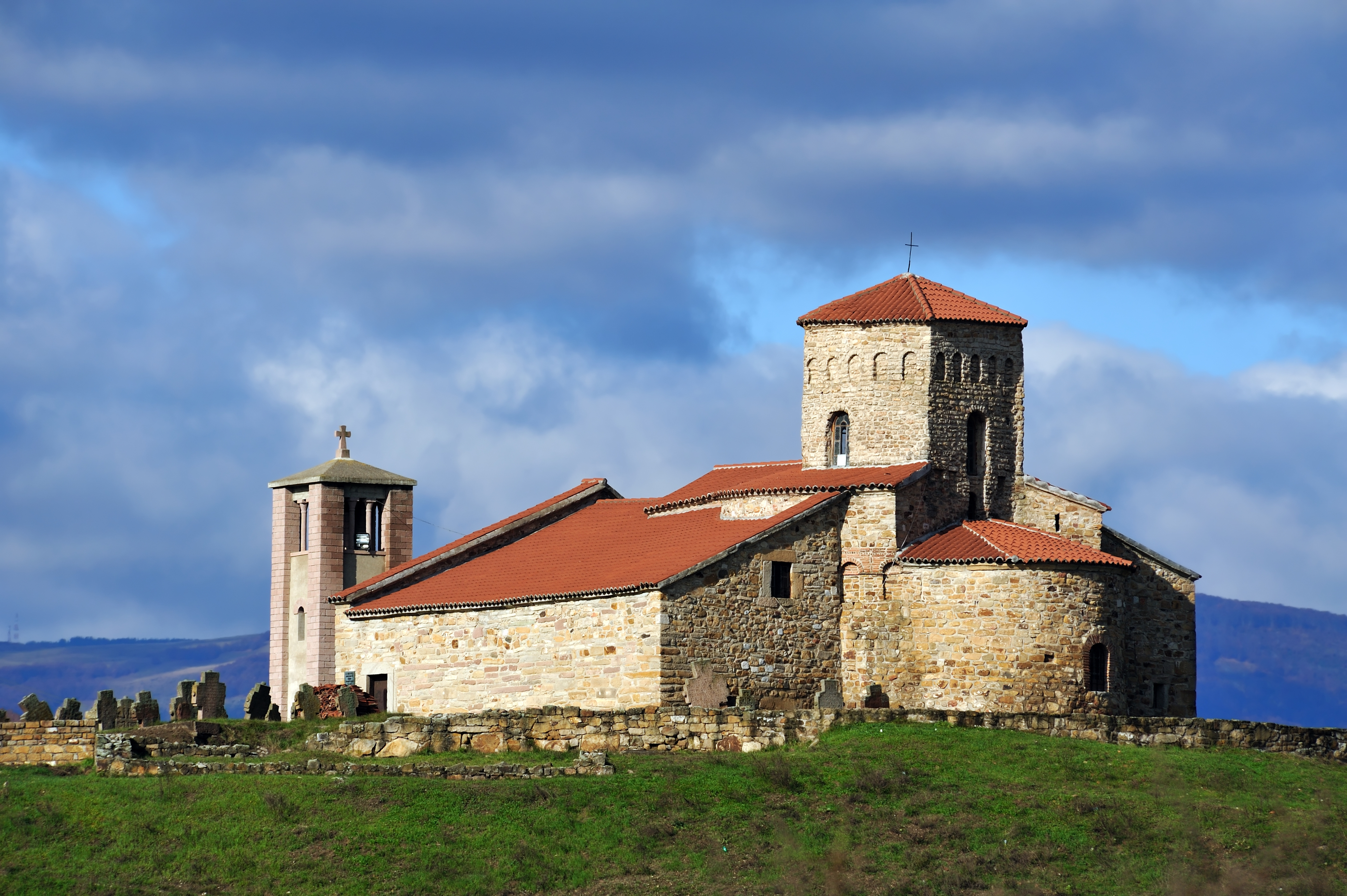
Церковь Святых Апостолов Петра и Павла (Стари-Рас)

Как и в других частях Балканского полуострова, в сербских землях распространение христианства среди славянских племён началось вскоре после их переселения. Инициатором христианизации в этих землях была Византия, которая рассчитывала таким путём расширить своё политическое влияние на славян. Император Константин Багрянородный сообщает, что крещение сербов началось ещё при императоре Ираклии (610—641 годы), который послал сербам священников из Рима. По мнению ряда историков, попытки Византии распространить христианство в сербских землях имели несколько большие результаты, чем в Хорватии. Христианство первоначально распространялось медленно, широкие слои населения с трудом его воспринимали и нередко вновь возвращались к язычеству. Однако часть славянского населения сохранила приверженность христианству, особенно в приморских областях, граничащих с византийскими владениями. Окончательно новая религия утвердилась в сербских землях только во второй половине IX века при императоре Василие I, когда крестился княжеский род в Рашке. Предположительно, это произошло между 867 и 874 годами. В то же время, отдельные представители сербской знати могли креститься и ранее, тогда как в некоторых районах (особенно в Пагании) и в среде крестьянства язычество господствовало ещё и в X веке.
Вскоре после переселения славян на Балканский полуостров стали создаваться и политические союзы соседних жуп во главе с князьями или банами (в Боснии). Должности жупанов, князей и банов постепенно становились наследственными и закреплялись за отдельными зажиточными и влиятельными родами. Постоянная борьба и военные столкновения этих сравнительно мелких союзов вели к созданию более обширных территориальных объединений. Все эти политические образования находились под верховной властью Византии. Но их зависимость от империи была небольшой и сводилась к уплате дани. Признавая верховную власть Византии, сербы фактически были самостоятельными в политическом отношении.

## История
Великое княжество Захумье было основано в 630-е годы, когда оно было пожаловано византийским императором Ираклием славянам, которых возглавлял не названный по имени предводитель (упоминающийся в литературе как Неизвестный архонт), и которые до этого жили около Салоников. В 869 году адмирал императора Василия I Никита Оорифа был командирован в Рагузу с целью объединения славянских племён против сарацин, при этом Захумье упоминается как одно из принявших участие в походе княжеств.
В конце IX века правитель Рашки Петар Гойникович из династии Властимировичей начал расширять своё государство за счёт Захумья, мотивировав это тем, что Захумье исторически является вассальной по отношению к Рашке областью. Князь Захумья Михайло вынужден был бежать на острова. Князь Петар затем вступил в переговоры с Византией о союзе против болгар, и князь Михайло сообщил о переговорах болгарскому царю Симеону I. Михайло и в дальнейшем проводил проболгарскую политику; так, в 912 году он захватил в плен сына венецианского дожа и отправил его в Болгарию. В конце концов болгары сместили Петара, и Михайло восстановил контроль над Захумьем. В дальнейшем он также добился официального признания Византией и получил титул патриция.
После XII века Захумье было постепенно включено в сербское феодальное государство, в 1322—1326 годах перешло в Боснию, а при её распаде оказалось в составе средневековой Герцеговины. Вместе с последней в XV веке было завоёвано османами.